# Le Grazie (Portovenere)
Le Grazie è una frazione del comune di Portovenere. Conta circa mille abitanti ed è una delle borgate marinare del Golfo della Spezia.

## Geografia fisica
Il borgo marinaro si trova in uno dei seni della costa occidentale del Golfo della Spezia. 

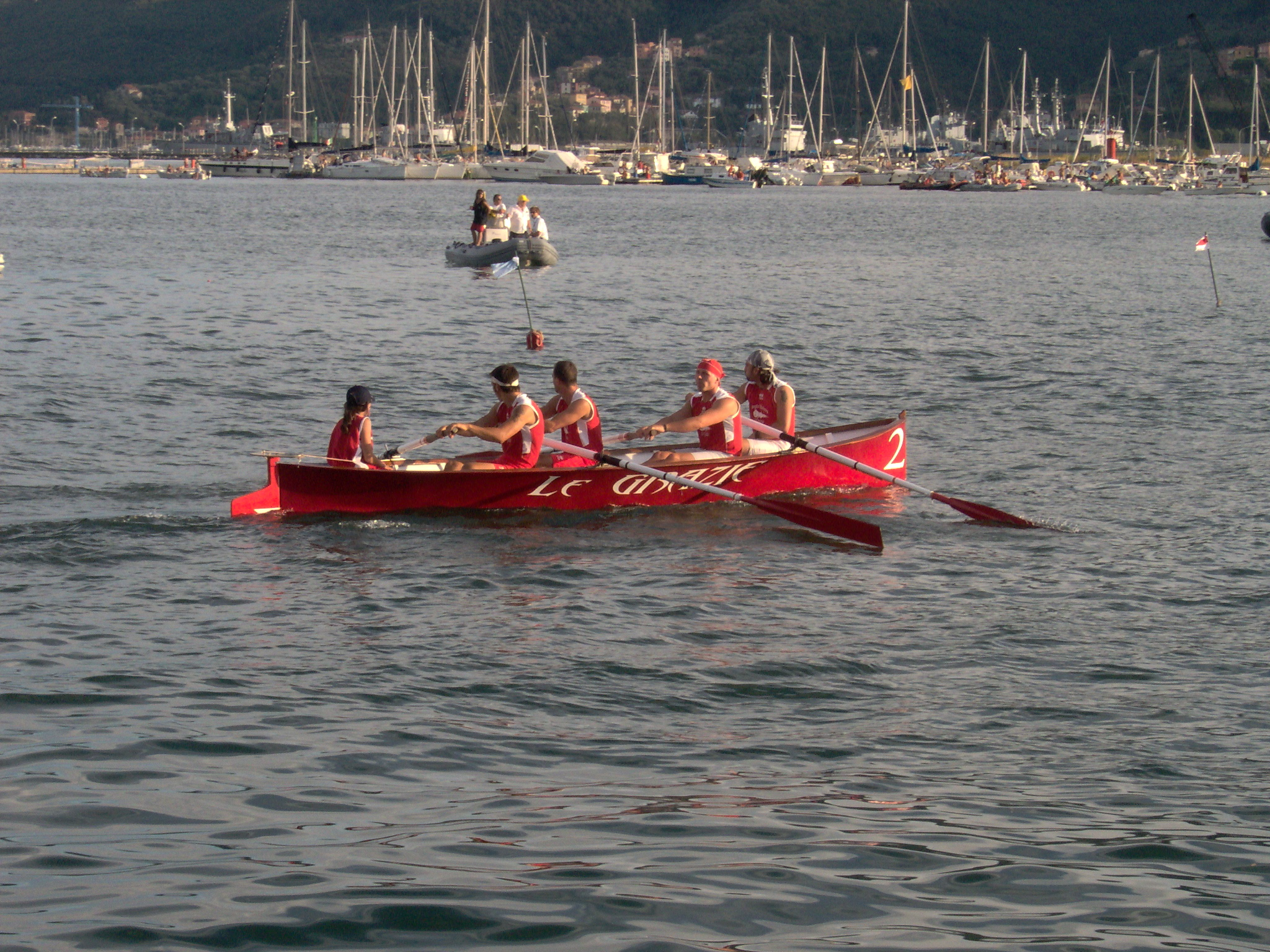
L'armo graziotto all'81° Palio del Golfo

Provenendo da Portovenere, il primo di questi seni si chiama Cala dell'oliva, ne segue un altro che prende il nome dal monastero di monaci olivetani, il Santuario di Nostra Signora delle Grazie. 
Vi si produce il rinomato vino denominato Soetto del Golfo.

## Storia
La zona era già abitata in epoca romana repubblicana, come testimonia la villa del Varignano.
Nell'alto medioevo la baia offriva una posizione riparata alle incursioni provenienti dal mare e, nell'XI secolo, fu scelta dai monaci dell'isola del Tino per la costruzione di un primo piccolo monastero.
Nel XV secolo Papa Eugenio IV, considerando lo stato di pericolo e di abbandono in cui si trovava lo storico convento del Tino, ne trasferì i monaci in quello delle Nostra Signora delle Grazie, meno esposto alle scorrerie musulmane.
Nel 1798 la Parrocchia fu trasferita dalla Chiesa di S. Andrea, demolita in epoca napoleonica per ragioni militari, a quella di Nostra Signora delle Grazie.

## Monumenti e luoghi d'interesse
- Chiesa di Nostra Signora delle Grazie;
- Villa romana del Varignano;
- Fortezza del Varignano.